# Xã Hartland, Quận Kearny, Kansas
Xã Hartland (tiếng Anh: Hartland Township) là một xã thuộc quận Kearny, tiểu bang Kansas, Hoa Kỳ. Năm 2010, dân số của xã này là 99 người.